# Ісаєв Мамед Газалієвич
Мамед Газалієвич Ісаєв (нар. 11 квітня 1957, с. Молотавр, Петровський район, Фрунзенська область, Киргизька РСР — пом. 4 серпня 1995, Сімферополь, Україна) — радянський футболіст та український тренер чеченського походження, виступав на позиції нападника, президент ФК «Динамо» (Саки), викрадений та вбитий ОЗУ «Башмаки».

## Життєпис
Мамед Газалійович Ісаєв (у побуті Григорович) народився у селищі Молтовар Фрунзенської області, у сім'ї депортованих чеченців. Сьомий з восьми дітей (мав трьох братів і чотирьох сестр). На початку 60-х років сім'я Мамеда Ісаєва отримала можливість повернутися на історичну батьківщину та оселилися у селищі Бачі-Юрт, Чечня. У дитинстві М. Г. Ісаєв втратив батьків і в 6-річному віці потрапив до дитячого будинку станиці Асинівської Чеченської республіки, де виховувався до 12-річного віку, після чого потрапив спорт-інтернат у Грозному, який був базою для підростаючих резервів ФК «Терек».
Спорт-інтернат закінчив у 1975 році й одразу потрапив до ФК «Хімік» (Гродно), де й розпочав футбольну кар'єру. У 1977 році перейшов до грозненського «Терека». У 1978 році переїжджає до міста Севастополь, де грав за місцевий клуб «Атлантика», а також цього ж року познайомився й одружився з Людмилою Василівною Дикою. Наприкінці 1978 — на початку 1979 року побував на перегляді в команді «Уралан» (Еліста), але вважав за краще перейти в клуб «Локомотив» (Вінниця), який пізніше перейменували на «Ниву». У 1979 році вступає до Сімферопольського державного університету на факультет фізичної культури та спорту, де грав за збірну університету, а також повернувся до ФК «Атлантика» (Севастополь). 1980 року також виступав за ФК «Колос» (Павлоград).

### Тренерська діяльність
У 1983 році після закінчення вузу прямує за розподілом у Фрунзенську середню школу, де працював учителем фізкультури з 1983 по 1987 рік. Також став тренувати дитячу футбольну команду та виступати за місцеву футбольну команду «Фрунзенець» на першість області «Колос» серед сільських поселень, де команда стає переможцем у 1988 році.

### Створення футбольного клубу
У 1989 році самостійно заснував госпрозрахунковий спортивний клуб «Фрунзенець», президентом якого й став, та на забезпеченні якого базувався футбольний клуб «Фрунзенець». Також цього року команда стала переможцем першості Кримської області серед міських поселень. У сезоні 1991/92 років – участь у першості України серед колективів фізичної культури (КФК). Сезон 1992/93 років – вихід у перехідну лігу чемпіонату України, де команда посідає 7-е місце. Сезон 1993/94 років – 2-е місце у перехідній лізі чемпіонату України та вихід до другої ліги. У 1994 році після виходу в другу лігу клуб поміняв місце дислокації на місто Саки, а після першого кола чемпіонату команду перейменували в «Динамо». У сезоні 1995/96 року команда мала амбітні плани на вихід до першої ліги.
Досягнення команди під керівництвом Мамеда Ісаєва
- Чемпіонат України D4 2 місце (сезон 1993/94)
- Чемпіонат Автономної Республіки Крим 1 місце (1989 рік)
- Чемпіонат Автономної Республіки Крим 2 місце (1992 рік)
- Кубок Автономної Республіки Крим 1 місце (1994 рік)
- Кубок Автономної Республіки Крим 2 місце (1992 та 1993 рік)

Пам'яті Мамеда Ісаєва проводяться щорічні футбольні турніри.

### Викрадення та вбивство
У 1995 році між президентом футбольного клубу «Динамо» (Саки) Мамедом Ісаєвим і керівництвом футбольного клубу «Таврія» (Сімферополь) виник конфлікт з приводу передачі гравців. ОЗУ «Башмаки», які контролювали діяльність «Таврії», вирішили будь-що змусити Ісаєва безоплатно передати їм футболістів. Для цього залучили вісім бойовиків, перед якими поставили завдання: вистежити Ісаєва, викрасти його, вивезти до лісової зони і там «розібратися». Операція двічі зривалася. Але втретє Ісаєва все ж таки схопили по дорозі на роботу. Наймані вбивці, що знаходилися в автомобілі, подали сигнал — світлом фар — своїм «колегам», що розташувалося в іншій машині біля виїзду з дому. Чоловіка силою заштовхали в легковик і вивезли до лісосмуги, де влаштували розправу: колективно били жертву, завдаючи травм, які надалі будуть кваліфіковані експертами як «несумісні з життям». Намагаючись врятуватися, Ісаєв прикинувся мертвим. Після цього злочинці прикрили його гілками від дерев і втекли. На жаль, вижити потерпілому не судилося: незважаючи на надану йому медичну допомогу, помер у лікарні. Справу щодо вбивства вела Наталія Поклонська.

## Футбольна діяльність
- 1975—1989 — футболіст різних клубів
- 1992 — 07.1995 — головний тренер «Динамо» (Саки) (незадовго до смерті передав пост Ігору Ляліну)
- 07.1994 — 04.08.1995 — президент ФК «Динамо» (Саки)